# Il pozzo e il pendolo (film 1961)
Il pozzo e il pendolo (The Pit and the Pendulum) è un film del 1961 diretto da Roger Corman. Il soggetto, anche se si discosta notevolmente dal racconto originale, si ispira al racconto omonimo di Poe.

## Trama

Il pendolo

'500, Francis Barnard arriva in carrozza al castello della famiglia Medina: l'uomo vuole scoprire le circostanze della morte di sua sorella Elizabeth, moglie di don Nicholas Medina.
Dopo alcune riluttanze del maggiordomo Massimiliano, la sorella di don Medina, Catherine, apprendendo che l'uomo è il fratello di Elizabeth, lo lascia entrare.
Francis chiede al cognato Nicholas i dettagli e le ragioni della morte di sua sorella.
Nicholas Medina si limita a rispondere che la moglie è morta a seguito di un'infezione al sangue, senza aggiungere ulteriori dettagli.
Francis mostra evidenti perplessità ad accettare questa versione dei fatti.
In seguito, giunge al castello il dottor Charles Leon, il miglior amico di Don Medina. Anche a lui Francis chiede delucidazioni sulla morte della sorella. Il dottore gli racconta che Elizabeth è morta a seguito di un attacco cardiaco, dopo essere stata in una stanza del castello. La stanza era quella usata dal vecchio Sebastiano Medina, il padre di Nicholas, l'Inquisitore spagnolo, per torturare le sue vittime.
Catherine racconta a Francis l'infanzia tragica del fratello: il padre, don Sebastiano aveva sorpreso la moglie e il fratello Bartolomeo in flagrante adulterio. La sua terribile reazione era stata quella di uccidere a bastonate il fratello e di torturare la moglie.
Mentre Catherine rivive quel terribile ricordo, si sente da lontano il suono di un clavicembalo. Il suono risveglia il castello: Nicholas riconosce il modo di suonare della moglie, ma non si riesce a vedere nessuno. Si trova solo un anello appartenuto a Elizabeth: Nicholas, al vederlo, sviene. Viene portato a letto dal maggiordomo e da Francis.
Leon, il dottore, rivela a Francis e alla stessa Catherine, che ne era ignara, le modalità della morte di sua madre, che era stata sepolta viva.
La mattina dopo, la cameriera Maria sente con spavento la voce di Elizabeth. Un rumore terrorizzante attira tutti nella camera di Elizabeth, che viene trovata in un terribile disordine, un suo quadro squarciato. Ancora una volta, Nicholas cade in deliquio.
Francis si mette a esplorare la camera e trova un passaggio segreto che conduce alla stanza di Nicholas. Allora accusa il cognato di essere stato lui a mettere a soqquadro la camera della moglie morta, usando il corridoio segreto per non farsi scoprire. Nicholas nega con fervore, rigettando l'accusa del cognato. In realtà Nicholas teme che sua moglie, così come sua madre anni prima, sia stata sepolta ancora viva e il dubbio lo tormenta, sicché, su consiglio del dottor Leon, si decide di riesumare la salma di Elizabeth, che riposa nei sotterranei del castello.
Una volta aperta la tomba di Elizabeth, i presenti scoprono il cadavere della donna in una posa contratta e angosciata, come se effettivamente la donna fosse stata sepolta ancora in vita e avesse cercato di dibattersi nella tomba fino allo stremo delle forze nel tentativo estremo di liberarsi. Nicholas viene preso dal panico e, corso nella sua stanza, tenta di uccidersi. L'intervento di Catherine gli impedisce di portare a compimento il suo tentativo: allora il fratello le confessa, piangendo, di essere stato lui a uccidere la moglie.
La sera seguente, Nicholas rifiuta di andarsene dal castello con il dottore. Durante la notte, sente di nuovo la voce della moglie che gli appare davanti: l'uomo fugge ma, cadendo nella camera delle torture, perde i sensi.
Leon, il dottore, trova Elizabeh e i due si baciano: si comprende pertanto che Elizabeth e Leon avevano inscenato la morte della donna per poter continuare a vivere la loro relazione adulterina una volta che Nicholas avesse abbandonato il castello su suggerimento dello stesso dottore, in quanto teatro di ricordi angosciosi. Quando Nicholas rinviene e scopre che la moglie lo tradisce con l'amico, impazzisce. Crede di essere diventato suo padre e rivive la scena dell'uccisione degli adulteri: prende la moglie (che chiama Isabella) e la chiude in una gabbia di ferro. Poi cerca di uccidere Leon, che crede Bartolomeo. Il dottore fugge ma, entrato nella stanza del pozzo, cade e muore.
Nicholas, ormai pazzo furioso, credendosi Sebastiano, confonde adesso Francis per Bartolomeo, lo zio ammazzato dal padre. Prende Francis svenuto e lo porta nella stanza del pozzo. Quando questi si risveglia, si trova legato mentre Nicholas, vestito da Inquisitore, lo minaccia con il pendolo che si avvicina inesorabilmente.
Catherine, scoperto quello che sta accadendo, corre a chiedere aiuto a Massimiliano, il maggiordomo. Massimiliano ingaggia una lotta con Nicholas che, alla fine, precipita nel pozzo, restando ucciso. Catherine e il domestico riescono a fermare il pendolo, salvando così Francis.
I tre escono dalla camera delle torture: Catherine fa chiudere la porta pronunciando le parole: "Nessuno entrerà mai più in questa stanza".
Il film si conclude con Elisabeth ancora viva, imbavagliata e intrappolata nella gabbia di ferro.

## Produzione
Il film - prodotto dalla Alta Vista Productions - fu girato in California, a Palos Verdes e Hollywood, negli studi della Raleigh, al 5300 Melrose Avenue con un budget stimato di 200.000 dollari. Le riprese durarono dal 4 al 19 gennaio 1961.

## Distribuzione
Il film incassò nei soli Stati Uniti 2 milioni di dollari. Fu distribuito dall'American International Pictures e uscì in sala negli USA il 12 agosto 1961.
Il 4 aprile 2017, è uscito per il mercato Home Video italiano, la prima versione su supporto Blu-ray Disc, che include negli extra, il commento audio di Roger Corman. La versione proposta presenta le seguenti caratteristiche: aspect ratio 2.35:1, 1080p, audio italiano e inglese mono, durata 80', colore. In Italia venne realizzato il cineromanzo omonimo Suspense, edito da New Edigraf nel dicembre del 1970.
Nel 1970 venne pubblicato il cineromanzo omonimo Suspense, n. 8, edito da New Edigraf.

### Data di uscita
- USA 12 agosto 1961
- UK 24 novembre 1961 (Londra)
- Giappone 16 dicembre 1961
- Danimarca 27 agosto 1962
- Svezia 10 settembre 1962
- Germania Ovest 31 dicembre 1963
- Francia 9 giugno 1965
- USA 1969 (TV)
- USA 1995 (laserdisc)
- USA 2001 DVD
- Germania 2004 DVD
- UK 19 giugno 2009  (Edinburgh Film Festival)

Alias
- Pit and the Pendulum USA (titolo originale)
- El pozo y el péndulo Argentina / Venezuela
- A kút és az inga Ungheria
- Brønden og pendulet Danimarca
- Dödspendeln Svezia
- Dødspendulet Danimarca (titolo video)
- Das Pendel des Todes Germania Ovest
- Edgar Allan Poe's Pit and the Pendulum USA (titolo completo)
- El péndulo de la muerte Spagna
- Il pozzo e il pendolo Italia
- Kuilu ja heiluri Finlandia
- La Chambre des tortures Francia
- Le Puits et le Pendule Francia (titolo informale letterale)
- The Pit and the Pendulum USA (titolo alternativo)
- To ekkremes tis agonias Grecia